# Hator (компанія)
HATOR (укр. Хейтор) — українська компанія, яка виробляє електросамокати та комп’ютерне обладнання для ігор: миші, клавіатури, крісла, столи, килимки для миші, гарнітури тощо. Вся продукція бренду має українську локалізацію. Крім України, компанія продає свою продукцію в Молдові, Вірменії та Грузії.

## Історія
Торгова марка Hator була заснована в Києві в 2015 році, коли була зареєстрована однойменна торгова марка. А перший продукт компанії з’явився на ринку 1 жовтня 2018 року  .
Ініціатором створення бренду став Олег Мороз, який одним із перших в Україні сформував ринок для геймерів, почавши дистрибуцію Razer, SteelSeries, DXRacer, а також володіє ТМ «Zona51» та z51.ua, яка керує роздрібною мережею спеціалізовані магазини для геймерів. 
У 2019 році компанія вийшла на ринок Молдови, а в 2020 році – на ринки Вірменії та Грузії.  
Hator співпрацює з кіберспортивною організацією Natus Vincere в організації кіберспортивних заходів і випуску аксесуарів для ПК з логотипом Na'Vi . 
У 2021 році Hator також виступив спонсором перекладу турніру The International 10's Dota 2 в Україні.  
У 2023 році з'явився у продажу перший електросамокат eHATOR.
Офіційним дистриб'ютором бренду Hator в Україні є Eletek. 